# ایران در المپیک زمستانی ۲۰۰۲
ایران در بازی‌های المپیک زمستانی ۲۰۰۲ که در سالت لیک سیتی ایالات متحده آمریکا برگزار می‌شد با دو ورزشکار شرکت نمود که یکی در اسکی آلپاین و دیگری در اسکی صحرانوردی به رقابت پرداختند.

## رشته‌ها و تعداد شرکت‌کنندگان
| رشته           | مردان | زنان | مجموع |
| -------------- | ----- | ---- | ----- |
| اسکی آلپاین    | ۱     |      | ۱     |
| اسکی صحرانوردی | ۱     | ۰    | ۱     |
| مجموع          | ۲     | ۰    | ۲     |

## نتایج

### اسکی

#### آلپاین
مردان
| ورزشکار   | رویداد      | دور ۱ | دور ۲ | مجموع | رتبه |
| --------- | ----------- | ----- | ----- | ----- | ---- |
| باقر کلهر | مارپیچ کوچک | DNF   | —     | —     | —    |

#### صحرانوردی
مردان
| ورزشکار        | رویداد            | ۱۰ کیلومتر کلاسیک | ۱۰ کیلومتر کلاسیک | ۱۰ کیلومتر آزاد | ۱۰ کیلومتر آزاد | ۱۰ کیلومتر آزاد |            |
| ورزشکار        | رویداد            | زمان              | رتبه              | زمان            | مجموع           | رتبه            |            |
| -------------- | ----------------- | ----------------- | ----------------- | --------------- | --------------- | --------------- | ---------- |
| مصطفی میرهاشمی | ۲۰ کیلومتر تعقیبی | ۳۴:۴۲.۷           | ۷۹                | راه نیافت.      | راه نیافت.      | راه نیافت.      | راه نیافت. |